# سنت-آئوت
سنت-آئوت (به فرانسوی: Saint-Août) یک کمون در فرانسه است که در اندر واقع شده‌است. سنت-آئوت ۵۴٫۱۱ کیلومتر مربع مساحت و ۸۶۸ نفر جمعیت دارد و ۲۰۰ متر بالاتر از سطح دریا واقع شده‌است.